# Stocken-Höfen
Stocken-Höfen (toponimo tedesco) è un comune svizzero di 1 004 abitanti del Canton Berna, nella regione dell'Oberland (circondario di Thun).

## Geografia fisica
Comprende una parte del Lago di Uebeschi.

## Storia
Il comune di Stocken-Höfen è stato istituito il 1º gennaio 2014 con la fusione dei comuni soppressi di Höfen, Niederstocken e Oberstocken.

## Geografia antropica

### Frazioni
Le frazioni di Stocken-Höfen sono:
- Höfen[3]
  - Schindlern-Kistlern
- Niederstocken[4]
- Oberstocken[5], capoluogo municipale